# コルグ・TRITONシリーズ

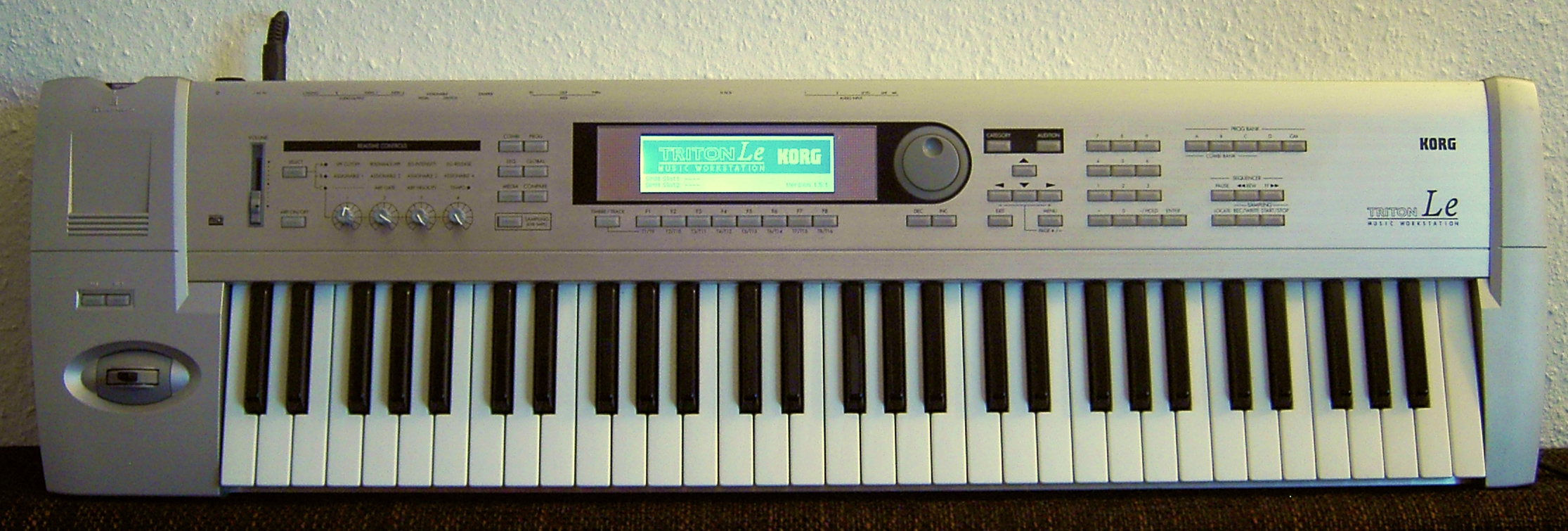
TRITON Le

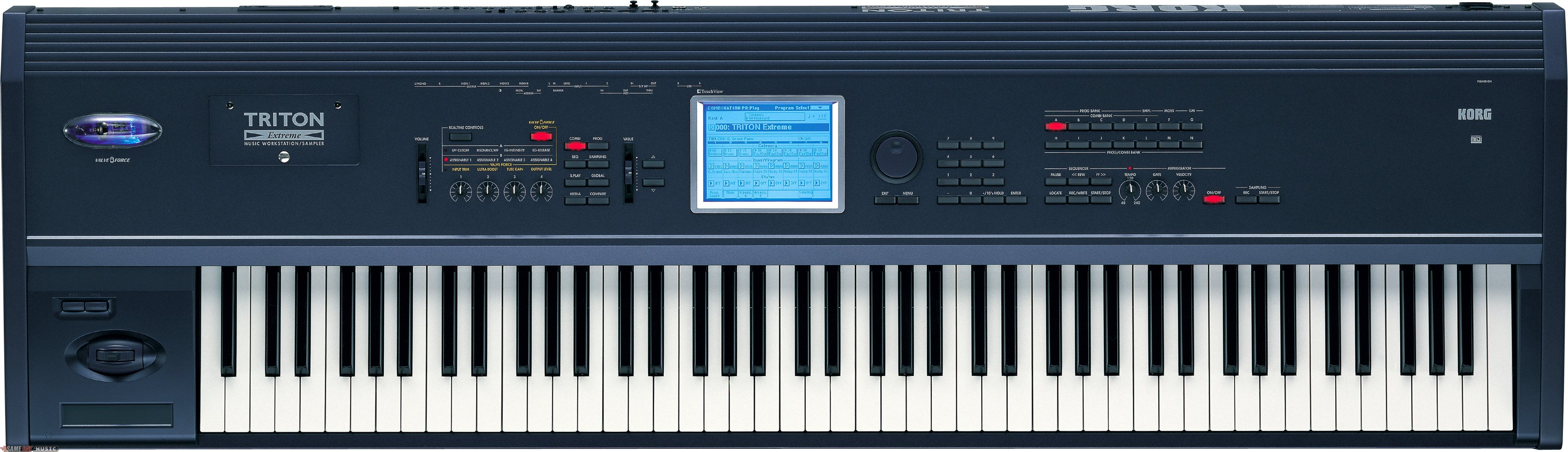
TRITON Extreme

TRITON（トライトン）とはコルグのシンセサイザーの型番・商品名。このシリーズはシーケンサーやサンプリング機能（LeとTRはオプションで拡張可能）を備えたミュージックワークステーションであり、コルグ・TRINITYシリーズの後継機種として開発・販売されている。本項目ではTRシリーズも含めて紹介する。

## 主な特徴
- TRINITY同様、液晶部分にタッチパネルを採用（taktile、Le、RackとTRを除く）。
- 筐体色はシリーズごとに違っている。
- PCM音源はHI（Hyper Integrated）シンセシス・システムと呼ばれる。また、TRINITY同様、物理モデル音源の従来のMOSS音源を拡張可能としている（LeとTR、taktileを除く）。TRINITYシリーズのPCM容量24MB(TR-RACK 32MB)から32MBに容量が増えた一方で、TRITONはコルグ・TRINITYシリーズよりPCM音源のサンプルの質が下がったという指摘がされており、それは鍵盤を押し続けた場合のループ部分に顕著に現れると言われる。
- TRINITY同様、61、76、88の鍵盤バリエーションがあるが、2014年春発売のTRITON taktileのみ25、49鍵盤となる。

## TRITONの製品群
TRITONには初代TRITONのほかに廉価版、改良型の機種が発売されている。
| 商品名         | 発売年と特徴 |
| -------------- | --- |
| TRITON         | 1999年発売の初代TRITON。シリーズの世代を判別しやすくするために、海外のKORGのホームページ上では初代TRITONの事をTRITON CLASSICと表記されている。61鍵以外は、鍵盤数ごとに名前の語尾が変わる。76鍵がTRITON pro、88鍵がTRITON proXとなる。筐体は薄い灰色。 |
| TRITON Le      | 2001年9月発売。翌年の2002年には88鍵盤モデルが発売され、このモデルのみピアノ音が16MB追加された。タッチパネルや、オプションポートなどを省略した初心者向けの廉価版であり、軽量となっている。筐体色はシルバー。2005年には61鍵盤のみ、生産数限定の黒色モデルが発売された。 |
| TRITON STUDIO  | 2002年3月発売。OSがアップグレードされたV2は2003年に発売。TRITON-RACKの機能をアップグレードしたモデルで機能的な仕様はほとんど似ているが、オプションの拡張ボードEXB-PCMシリーズの一部の音色が標準で入っている為か、唯一オプションの拡張ボードの搭載枚数が7枚となりグレードダウンしている。ハードディスクを内蔵しており、一台でMIDI伴奏データ作成だけでなく、録音、CD-Rへの書き込みが可能。筐体色はシャンパン・ゴールド。ハードディスクが5ギガバイトと20ギガバイトのヴァージョンがある。PCMの容量は、48Mbyte。 |
| TRITON Extreme | 2004年4月発売。後継機種であるM3登場までのフラッグシップ機。真空管を使用した「Valve Force」と呼ばれる機能を装備し、アナログ的な音色を作成可能。また、オプション拡張音色ボード（EXB-PCMシリーズ）の音色の殆どを内蔵しているためか、拡張音色ボードを搭載できない構造になっている（MOSSは搭載可能）。筐体色はネイビー。2005年には61鍵盤のみ、生産数限定の黒色モデルが発売された。黒色モデルは、真空管が標準の青に対し、赤色に光る。PCMの容量は、160Mbyte。                                                      |
| TRITON-Rack    | 2000年9月発売。初代TRITONをベースにした音源モジュール。オプションのプラグインボードの搭載枚数の増加や、サンプルで使用するメモリの搭載枚数及び、最大搭載可能容量も増加し8枚搭載可能で、mLAN対応など初代TRITONよりバージョンアップされた。 |
| TR             | 2005年11月発売（88鍵は2006年）。TRITON Leの後継機種で、Leとの違いは筐体は黒、記憶メディアはSDカード、USB端子を装備、64MBのPCM波形ROMがある。512プログラム、GMレベル1に準拠した128プログラム+9ドラム・プログラム、384コンビネーション、200,000音記憶可能で16トラックのシーケンサーを搭載している。 |
| TRITON taktile | 2014年春発売。USBキーボードのtaktileをベースにし、定評のあったTRITONの音源を搭載したモデル。この本体のディスプレイは、歴代のどのTRITONよりも小さく、KINGKorgのように小さいディスプレイが一つあるだけである。その代わりに、Kaossilator譲りの大きなタッチ・パッドや、LEDで光るトリガー・パッドが搭載されている。 |

## オプションボード
本体のシリーズにより搭載できるものが異なり、廉価版のシリーズにいたっては専用のオプションボードしか搭載できない。
また、TRITONシリーズの派生品であるコルグ・KARMAでも音源拡張ボードのみ搭載できる。
| 商品名    | 発売年と特徴 |
| --------- | --- |
| EXB-MOSS  | Z1で定評のあったMOSS音源で、この拡張ボードでは同時発音数最大６音。音源方式は使っているメーカーによって呼び方は異なるが、VA音源という物理モデル音源である。 アナログシンセのような音をシミュレーションによって音を発するためPCM音源では表現できない音色も作成可能である。 |
| EXB-PCM01 | Piano/Classic Keyboard ステレオピアノ、ビンテージ・キーボード等を中心に構成された音源。 |
| EXB-PCM02 | Studio Essential ステレオストリングス、ステレオブラス、クワイアなどを中心に構成された音源。 |
| EXB-PCM03 | Future Loop Construction リズム・ループを作るのに特化した音源。 |
| EXB-PCM04 | DANCE EXTREME ダンスミュージック向けの音色で構成された音源。 |
| EXB-PCM05 | Vintage Archives miniKORG700S、800DV、MS20、POLYSIX、Mono/Poly、Deltaなどコルグの名機から、内外の名機サウンド、ストリングスマシン、ボコーダー、レアなテープ式サンプルプレイバックキーボードの波形などの音色で構成された音源。                                            |

## 主なユーザー
国内アーティスト
- 足立賢明
- 宇多田ヒカル
- 小室哲哉
- 鷺巣詩郎
- 増田隆宣
- 吉俣良
- BOOM BOOM SATELLITES
- 細野晴臣

国外アーティスト
- ビル・シャープ（シャカタク）

他、多数のアーティストが使用している。